# アンドゥキ飛行場
アンドゥキ飛行場（アンドゥキひこうじょう、マレー語: Lapangan Terbang Anduki、英語: Anduki Airfield、(ICAO: WBAK)）は、ブルネイ・ダルサラーム国ブライト地区セリア郡アンドゥキ村にある飛行場。ブルネイシェル石油（Brunei Shell Petroleum、BSP）によって運営され、ヘリコプターのシコルスキー S-92が沖合の石油プラットフォームの操業支援に利用されている。BSPは2008年に草の滑走路をアスファルト舗装に改修した。将来的には滑走路に誘導灯の設置と計器進入方式（instrument approach procedure）の導入を行う予定である。

## 歴史
1951年に開場し、イギリス・マレーシアン石油（現在のBSP）所有のスーパーマリン シーオッターが最初に降り立った。